# Kajbici járás

A Bolsije Kajbici-i járás Tatárföldön

A Kajbici járás (oroszul Кайбицкий район, tatárul Кайбыч районы) Oroszország egyik járása Tatárföldön. Székhelye Bolsije Kajbici.

## Népesség
- 2002-ben 16 116 lakosa volt.
- 2010-ben 14 898 lakosa volt, melyből 10 092 tatár, 3 902 orosz, 789 csuvas, 12 mari, 9 baskír, 6 ukrán, 4 mordvin, 4 udmurt.